# Antonin Artaud
Antonin Artaud (Marsiglia, 4 settembre 1896 – Ivry-sur-Seine, 4 marzo 1948) è stato un drammaturgo, attore, saggista e regista teatrale francese.
Nel libro Il teatro e il suo doppio, Artaud espresse la sua ammirazione verso le forme orientali di teatro, in particolare quello balinese. L'ammirazione ispiratagli dalla fisicità ritualizzata e codificata della danza balinese gli ispirò le teorie esposte nei due manifesti del "Teatro della Crudeltà". Per crudeltà non intendeva sadismo, o causare dolore, ma pura catarsi. Per poter giungere a ciò, si deve ricorrere a tutto ciò che possa disturbare la sensibilità dello spettatore, provocando in lui una sensazione acuta di disagio interiore, che gli faccia vivere con agitazione tutta la rappresentazione.
Artaud riteneva che il testo avesse finito con l'esercitare una tirannia sullo spettacolo, e spingeva invece per un teatro integrale, che comprendesse e mettesse sullo stesso piano tutte le forme di linguaggio, fondendo gesto, movimento, luce e parola.
Dal 1936 al 1946 fu internato forzatamente in manicomio.

## Biografia
Antoine Marie Joseph Artaud nacque da una famiglia borghese. Suo padre, Antoine Roi, era capitano di lungo corso e sua madre, Euphrasie Nalpas, era originaria di Smirne (Turchia). I suoi ricordi d'infanzia rievocano un clima di affetto e calore, turbato però dal manifestarsi di una grave malattia. All'età di quattro anni, infatti, Antonin fu colpito da una grave forma di meningite, alla quale furono attribuiti tutti i problemi neurologici di cui soffrì in seguito, in particolare crisi di nevralgia, balbuzie ed episodi di depressione grave. Artaud subì quindi una lunga serie di ricoveri in sanatorio, con una pausa di due mesi (tra il giugno ed il luglio del 1916), durante i quali si arruolò nell'esercito, dal quale venne presto scartato per episodi (autoindotti) di sonnambulismo. Durante i periodi trascorsi in sanatorio lesse Rimbaud, Baudelaire e Poe. Nel maggio 1919 il direttore del sanatorio gli prescrisse il laudano, facendolo precipitare nella dipendenza a vita dagli oppiacei.
Nel marzo 1920 Artaud si trasferì a Parigi, si avvicinò ai surrealisti ed iniziò ad interessarsi di teatro. Quello stesso anno incontrò Lugné-Poe, direttore del Théâtre de l'Œuvre, noto per mettere in scena autori come Maurice Maeterlinck, Alfred Jarry, Oscar Wilde, Henrik Ibsen, a favore di una "tradizione di teatro perduta" contro i gusti di un teatro francese sclerotizzato sul repertorio del Secondo Impero, fatto di commedie borghesi e tragedie antiche. Assunto da Lugné-Poe, Artaud rivelò grandi doti di attore e di artista eclettico, creando scene e costumi per La vita è sogno di Calderón de la Barca. In seguito, su suggerimento di Max Jacob, lavorò con Charles Dullin, che aveva da poco fondato il Théâtre de l'Atelier, riprendendo la riforma di Jacques Copeau interrotta dalla prima guerra mondiale con l'intento di resuscitare lo spirito degli antichi "Compagnons du Devoir" del Medioevo.
In questa circostanza incontrò Génica Athanasiou, attrice e sua futura amante, che interpretava il ruolo di Antigone nell'omonima messa in scena della tragedia classica, la cui scenografia era stata disegnata per l'occasione da Picasso. Nel 1923 lasciò Dullin e passò nella compagnia di Georges e Ludmilla Pitoëff. Sempre nel 1923, la prima raccolta di scritti di Artaud venne rifiutata da Jacques Rivière, direttore della Nouvelle Revue Française, e fra i due iniziò una corrispondenza, nella quale Artaud spiegava come la scrittura fosse per lui una lotta tra l'incompletezza formale e l'introspezione a causa di una spaventevole malattia dello spirito che lo abbandonava in balia di un pensiero intermittente:
(A. Artaud)
Sebbene questo non fosse il motivo principale dello scambio epistolare tra i due, basato invece sull'esigenza di ammissibilità letteraria sentita da Artaud riguardo alle sue "creazioni abortite", Jacques Rivière pubblicò la corrispondenza sulla rivista, colpito dall'estrema contrapposizione tra la lucidità dell'autodiagnosi in forma epistolare e la vaghezza dell'operato in poesia.. Deluso dal teatro che gli proponeva solo piccoli ruoli, Artaud si volse al cinema, alla ricerca di maggiore spazio. Si rivolse allora a suo cugino Louis Nalpas, direttore artistico della Société des Cinéromans, che gli fece ottenere una parte in Surcouf, le roi des corsaire di Luitz-Morat e in Fait divers, un cortometraggio di Claude Autant-Lara, girato nel marzo 1924.
Divenuto per qualche tempo direttore dell'Ufficio delle ricerche surrealiste, scrisse varie sceneggiature cinematografiche e alcuni poemi in prosa, e alcuni dei suoi testi furono pubblicati su La révolution surréaliste, l'organo del gruppo surrealista. Alla fine del 1926, nel corso di una riunione del gruppo, venne proposta l'adesione al partito comunista francese. La proposta si scontrava con l'idea di rivoluzione culturale e spirituale totale, non politica, che Artaud aveva espresso in una dichiarazione adottata dai surrealisti il 27 gennaio 1925:
(A. Artaud)
Artaud si oppose all'adesione, schierandosi contro tutti gli "idoli di abbrutimento" e fu escluso dal movimento surrealista che, tra l'altro, non aveva espresso l'entusiasmo aspettato per il "teatro rivoluzionario" da lui proposto. Sempre grazie all'intermediazione del cugino Louis Nalpas, Artaud entrò in contatto in questo periodo con Abel Gance, che gli promise il ruolo di Marat nel film Napoléon (1927), in preparazione. Tentò anche, senza successo, di ottenere la parte di Roderick Usher nel film La caduta della casa Usher (1928) di Jean Epstein. Ebbe però il ruolo del monaco Massieu, ultimo confessore di Giovanna, in La passione di Giovanna d'Arco di Carl Theodor Dreyer (1928).
Nel 1926 aveva fondato, con Roger Vitrac e Robert Aron, il Théâtre Alfred Jarry; il nome fu scelto in maniera provocatoria in onore di Alfred Jarry, autore della patafisica, molto amato in ambito surrealista. L'esperienza fu breve e nel 1930, per mancanza di fondi, il teatro chiuse i battenti dopo la messa in scena e la direzione da parte di Artaud di Le mystères de l'amour di Vitrac (1927), la sua commedia Le ventre brûlée ou la mère folle, Gigogne di Aron, Le partage de midi di Claudel (1928), Il sogno di Strindberg (1928) e Victor ou les enfants au pouvoir di Vitrac.
Nel 1931, avvenne l'incontro fondamentale con il teatro balinese, in occasione di uno spettacolo presentato nel quadro dell'Esposizione coloniale. Ne ricevette una forte impressione, decidendo di usare il teatro balinese come esempio e conferma di una convinzione maturata in lui in quel periodo: il teatro deve avere un proprio linguaggio, un linguaggio che non coincide con quello delle parole e che si fonda, all'opposto, sulla fisicità degli attori.
(A. Artaud)
(A. Artaud, lettera a Jean Paulhan, 5 agosto 1931)
Nel 1935 tentò di mettere in pratica le sue teorie teatrali elaborate sul "Teatro della Crudeltà" (il cui primo manifesto risale al 1932, il secondo al 1933) e di riscattare il Théâtre Alfred Jarry, mettendo in scena il dramma  I Cenci al Thèâtre des Folies-Wagram, che fu però un insuccesso.
Artaud salpò da Anversa l'11 gennaio 1936 diretto in Messico, dopo aver risolto problemi pratici (finanziamenti e incarico per la "missione ufficiale" direttamente dal Ministero della Pubblica Istruzione), motivato dalla recente riscoperta della cultura indigena precortesiana, di base metafisica e intrisa di totemismo, che lo avrebbe aiutato a ritornare all'"idea metafisica del teatro e della pittura". Questi propositi, dichiarati più volte in forma epistolare, sembrano non combaciare con l'atteggiamento descritto da Luis Cardoza y Aragón, traduttore di Rimbaud, suo conoscente e compagno di viaggio a Città del Messico, che lo racconta in condizione di estrema solitudine e lontananza, difficoltà economica e dipendenza da droghe:
(L. Cardoza y Aragon)
È in Messico che Artaud sperimentò il Peyote. Durante il viaggio Artaud ebbe l'occasione di tenere tre conferenze all'Anfiteatro Bolivar dell'Universidad Nacional Autónoma de México o UNAM di Città del Messico: Surrealismo e rivoluzione, il 26 febbraio 1936, L'uomo contro il suo destino, il 27 febbraio 1936 e Il teatro e gli dei il 29 febbraio 1936. A causa di difficoltà economiche, ma anche di esigenza espressiva e teorica, è in questo periodo che Artaud fece pubblicare Il teatro e il suo doppio, da Jean Paulhan, subentrato alla direzione della Nouvelle Revue Française dopo la morte di Jacques Rivière (14 febbraio 1925). Significativa l'esperienza che Artaud raccontò di aver vissuto tra gli Indios Tarahumara.
Nel 1936 partì per l'Irlanda, dove tenne diversi comportamenti eccentrici, dicendo di essere uno studente greco di nome Arland Arlanopoulos, fino a essere fermato e rimandato in Francia. Al suo arrivo, fu internato in quanto sarebbe stato affetto da "idee persecutorie e preda di allucinazioni", secondo l'ordine del prefetto di Le Havre.
Artaud venne arrestato, bloccato con una camicia di forza e rinchiuso in diverse cliniche e manicomi, dove sperimentò angoscia e fame, quindi cinquantuno cadute in coma da elettroshock nei successivi nove anni, fino al 1945. Nel settembre del 1945 Artaud si riferì al suo internamento spiegando a Henri Parisot:
(Antonin Artaud)
Nel gennaio del 1943 fu trasferito alla clinica Rodez del dr. Ferdière, sperimentatore dell'"arte terapia" ma anche sostenitore dell'utilità della terapia elettroconvulsivante.
In questo periodo Artaud iniziò a scrivere e disegnare su piccoli quaderni tascabili, convinto dell'esistenza imprescindibile di un nesso tra scrittura e disegno, rafforzato dal potere evocativo del suono delle parole. Ne è un esempio lampante la produzione di glossolalie e quella degli ultimi schizzi, sempre accompagnati da testo, ma soprattutto la creazione di gris-gris pour en revenr à l'homme, delle sorts datate che dovevano provocare effetti magici, parapsichiatrici, come fossero esorcismi o controfatture destinate ognuna a una persona specifica.
Nella primavera del 1946 Artaud lasciò Rodez e fu accolto a Ivry-sur-Seine, nella clinica del dr. Delmas, che gli permise libertà di movimenti, così che poteva recarsi quasi quotidianamente a Parigi e mantenere i contatti con le persone a cui era legato: scrittori, artisti, uomini di teatro, tra cui Pierre Loeb, il quale suggerì ad Artaud di scrivere qualcosa su Van Gogh. Fu in questa occasione che Artaud ne commentò la mostra parigina, in un libro dai toni accesi, di denuncia contro la società e il sistema psichiatrico in particolare, responsabile, secondo lui, dell'alienazione dei "folli", invidioso della genialità. Il libro Van Gogh il suicidato della società rispondeva aspramente all'articolo del Dr Beer Sa follie?, da poco pubblicato sull'ultima pagina del settimanale Arts del venerdì 31 gennaio 1947, interamente dedicata a Van Gogh e alla mostra tenuta all'Orangerie:
(Dr Beer)
Artaud scrisse il saggio con l'intento di denunciare una società dalla "coscienza malata", per riscattare il grande artista, Van Gogh, la sua pittura "forsennata", ma anche se stesso. Una leggenda, alimentata dallo stesso Pierre Loeb, vuole che quest'opera sia stata scritta nell'arco di due pomeriggi. Le date dei primi appunti, fine gennaio 1947, e quelle degli ultimi, inizio marzo 1947, smentiscono questa diceria.
Nel marzo 1948 Artaud morì da solo nel suo pavillon, seduto di fronte al letto, con la sua scarpa in mano, forse per una dose letale di cloralio.

## Filmografia

### Attore
- Desiderata (Mater dolorosa), regia di Abel Gance (1917)
- Napoleone (Napoléon), regia di Abel Gance (1927) - nella parte di Marat
- Tarakanova, regia di Raymond Bernard (1927)
- Il denaro (L'Argent), regia di Marcel L'Herbier (1928)
- La passione di Giovanna d'Arco (La Passion de Jeanne d'Arc), regia di Carl Theodor Dreyer (1928)
- Les Croix de Bois, regia di Raymond Bernard (1931)
- La leggenda di Liliom (Liliom), regia di Fritz Lang (1934)
- Cesare e Lucrezia Borgia (Lucrèce Borgia), regia di Abel Gance (1935)
- Le Desordre à vingt ans, regia di Jacques Baratier - con materiale d'archivio (1967)

### Sceneggiatore
- La Coquille et le Clergyman, regia di Germaine Dulac (1928)

## Opere
- Bilboquet (1923), trad. Roberto Deidier, a cura di Daniele Garbuglia, Macerata, Valdivento, 1993
- Tric Trac du Ciel, illustré de gravures sur bois par Élie Lascaux, Paris, Simon, s.d., 1923
- L'Ombilic des limbes, Paris, Gallimard-NRF, 1925; trad. Massimo Raffaeli: L'ombelico dei limbi, Brescia, L'Obliquo, 1991
- Le Pèse-nerfs, Paris, Leibovitz, 1925
- L'Art et la mort, Paris, Denoël, 1929; trad. italiana: L'arte e la morte, a cura di Pasko Simone, Genova, Il melangolo, 2003
- Le Moine, de Lewis, traduction et adaptation (da Matthew Gregory Lewis, 1796), Paris, Denoël & Steele, 1931; trad. Giorgio Agamben e Ginevra Bompiani: Il monaco di M.G. Lewis nella versione di Antonin Artaud, Milano, Bompiani, 1967, n. ed. con prefazione di Nico Orengo, 2000
- Héliogabale ou l'anarchiste couronné, Paris, Denoël & Steele, 1934; trad. Albino Galvano: Eliogabalo o l'anarchico incoronato, Milano, Adelphi, 1969
- Au pays des Tarahumaras (1936), a cura di H.J. Maxwell; trad. Claudio Rugafiori, Al paese dei Tarahumara e altri scritti, Milano, Adelphi, 1966
- Les Nouvelles révélations de l'être, Paris, Denoël, 1937
- Le Théâtre et son double, Paris, Gallimard, 1938; trad. Giovanni Marchi ed Ettore Capriolo: Il teatro e il suo doppio, a cura di Gian Renzo Morteo, prefazione (1966) di Jacques Derrida, nota di Guido Neri, Torino, Einaudi, 1968 e 2000
- Van Gogh le suïcidé de la société, a cura di Paule Thevenin, Paris, 1947; trad. Jean-Paul Manganaro e altri: Van Gogh il suicidato della società, Milano, Adelphi, 1988
- Artaud le Mômo, Paris, Bordas, 1947; trad. italiane: Storia vissuta di Artaud-Momo. Brescia, L'Obliquo, 1995; Artaud le momo, Ci-git e altre poesie, a cura di Giorgia Bongiorno, trad. Emilio e Antonia Tadini, Torino, Einaudi, 2003
- Ci-Gît précédé de La culture indienne, Paris, K éditeur, 1947
- Pour en finir avec le jugement de dieu, Paris, K éditeur, 1948; traduzione e cura Marco Dotti: Per farla finita col giudizio di dio, Roma, Nuovi equilibri, 2000
- Les Cenci , in Œuvres complètes, Paris, Gallimard, 1964; trad. Giovanni Marchi: I Cenci, Torino, Einaudi, 1972
- Artaud Œuvres, édition établie, présentée et annotée par Evelyne Grossman, collection "Quarto", Paris, Gallimard, 2004
- 50 dessins pour assassiner la magie, Paris, Gallimard, 2004; a cura di Carlo Pasi: Cinquanta disegni per assassinare la magia, Brescia, L'Obliquo, 2002
- Cahier d'Ivry, janvier 1948, fac-similé, Paris, Gallimard, 2006
- Nouveau écrits de Rodez, Paris, Gallimard, L'Imaginaire, 2006
- Suppôts et suppliciations, trad. Jean-Paul Manganaro: Succubi e supplizi, Milano, Adelphi, 2004

Altre edizioni italiane
- Lettere a Génica Athanasiou 1921-40, a cura di Edda Melon, Milano, Rosellina Archinto Editore, 1989
- Sei lettere a André Breton, Brescia, L'Obliquo, 1992
- La vera storia di Gesù Cristo, Torino, Nautilus, 1992
- Messaggi rivoluzionari, a cura di Marcello Gallucci, Vibo Valentia, Monteleone, 1994
- Antonin Artaud, a cura di Carlo Pasi. Bologna, Associazione culturale "In forma di parole", 1996
- Dossier d'Artaud le Momo, a cura di Lorenzo Chiesa, in aut-aut, 285-286, maggio-agosto 1998
- Lettere ai prepotenti, a cura di Marco Dotti, Roma, Nuovi Equilibri, 1999
- Vivere è superare se stessi. Lettere a Jean-Louis Barrault 1935-45, a cura di Enrico Badellino, Milano, Rosellina Archinto Editore, 2000
- Poeta nero e altre poesie, a cura di Pasquale Di Palmo, Pistoia, Via del Vento, 2000
- Pour les analphabetes-per gli analfabeti, Roma, Nuovi equilibri, 2000
- Del meraviglioso. Scritti di cinema e sul cinema, a cura di Goffredo Fofi, trad. Marta Bertolini ed Enrico Fumagalli, Roma, Minimum Fax, 2001
- Sul suicidio e altre prose, a cura di Pasquale Di Palmo, Pistoia, Via del Vento, 2001
- Poesie della crudeltà, a cura di Pasquale Di Palmo, Roma, Nuovi equilibri, 2002
- Io sono Gesù Cristo. Scritti eretici e blasfemi, a cura di Pasquale Di Palmo, Roma, Nuovi equilibri - Stampa alternativa, 2003
- CsO: il corpo senz'organi, a cura di Marco Dotti, Milano, Mimesis, 2003
- Lettres du delire-lettere dal delirio, a cura di Pasquale Di Palmo, Roma, Nuovi equilibri, 2003
- Lettere del Grande Monarca, a cura di Pasquale Di Palmo, Brescia, l'Obliquo, 2004
- Alcune poesie in: I surrealisti francesi. Poesia e delirio a cura di Pasquale Di Palmo, Roma, Nuovi equilibri, 2004
- Rivolta contro la poesia e altri scritti, a cura di Pasquale Di Palmo, Brescia, l'Obliquo, 2007
- Il teatro e la crudeltà, a cura di Alex Giuzio, Roma, Edizioni e/o, 2019

## Critica
- Giovanni Macchia, Profilo di Artaud, in: G. Macchia, Il mito di Parigi. Torino, Einaudi, 1965.
- Giorgio Agamben, 1ª e 121ª Giornata di Sodoma, in Tempo presente, aprile 1966.
- Jacques Derrida, La parole soufflée e Le Theatre de la cruauté, in: J. Derrida, La Scrittura e la differenza, traduzione di Gianni Pozzi. Torino, Einaudi, 1971.
- Giovanni Macchia, Lo Sturm und Drang di Artaud, in: G. Macchia, La caduta della luna. Milano, Mondadori, 1973.
- Artaud, verso una rivoluzione culturale. Bari, Dedalo Libri, 1974.
- Umberto Artioli e Francesco Bartoli, Teatro e corpo glorioso. Saggio su Antonin Artaud. Milano, Feltrinelli, 1978.
- Carlo Pasi, Sade Artaud. Roma, Bulzoni, 1979.
- Martin Esslin, Artaud e il teatro della crudeltà, prefazione di Giovanni Marchi, Roma, Abete, 1980.
- Gilbert Scaioli, Della scrittura come contenitore della mente, in:  Il Lettore di Provincia, Ravenna, 12:47, dicembre 1981. p. 46-51.
- Giovanni Cacciavillani, Terza chiosa: Artaud: la peste, la sillaba. In: G. Cacciavillani, Il corpo testuale. Saggi e ricerche sulla letteratura francese, prefazione di Stefano Agosti. Abano Terme, Francisci Editore, 1982. p. 160-165.
- Gianni Poli, I poemi della voce di Artaud, in: Teatro contemporaneo, 4, 1983. p. 15-34.
- Gilbert Scaioli, Le agonie di Artaud, ne:  Il Lettore di Provincia, Ravenna, 14:52-53, 1983. p. 25-31.
- Luca Saraz Budini, Scrittura e rappresentazione: Antonin Artaud dalla 'Correspondance avec Riviere' alle 'Lettres de Rodez', in Lingua e Stile, Bologna, luglio-settembre 1983, p. 479-493.
- Giovanni Marchi, Antonin Artaud , in: Teatro contemporaneo, diretto da Mario Verdone, vol. 2: Teatro europeo e nordamericano. Roma, Lucarini, 1983. p. 133-153.
- Riccardo Bonacina, Incarnazione e rappresentazione: a partire da Artaud in: Teatro europeo tra esistenza e sacralità: Francia, Atti del Convegno di Forlì, 16-17-18 novembre 1984. Milano, Vita e Pensiero, 1986. p. 103-107.
- Carlo Pasi, Nel cerchio della crudeltà: i Tarahumaras di Antonin Artaud, ne: L'occhio del viaggiatore: scrittori francesi degli anni Trenta, atti del Convegno 11-12 gennaio 1985, a cura di Sandra Teroni. Firenze, L. S. Olschki, 1986. P. 119-139
- Gilbert Scaioli, Sognare Artaud, ne:  Il Lettore di Provincia, 8:70, 1987. p. 53-61.
- Lina Zecchi, Grande marionetta di paura, in:  Francofonia, 13, 1987. p. 57-83.
- Antonella Montecchiari, Artaud: l'essere e la conoscenza, in:  Quaderni di Filologia & Lingue Romanze, 1987, 139-67.
- Carlo Pasi, Lo scenario onirico di Artaud, ne: Il Verri, 3-4, settembre-dicembre 1987. p. 119-139.
- Mario Galzinga, Artaud, l'irriducibile, in: Linguaggio-ragione-follia, a cura di Roberto Beneduce. Napoli, Edizioni scientifiche italiane, 1990. p. 213-233.
- Monique Borie, Antonin Artaud: teatro e il ritorno alle origini: un approccio antropologico; prefazione all'edizione italiana di Ferdinando Taviani. Bologna, Nuova Alfa, 1994
- Eugen Galasso, Artaud, la follia che decostruisce il logos, ne: Il Cristallo: Rassegna di Varia Umanità, 36.1, 1994. p. 79-84.
- Gianni Poli, L'infinibile vicenda delle Oeuvres di Artaud, in:  Micromegas, 21:60, 1994. p. 127-30.
- Eugenio Borgna, Il linguaggio schizofrenico nei testi di Antonin Artaud, in: E. Borgna, Come se finisse il mondo: l'esperienza schizofrenica. Milano, Feltrinelli, 1995. p. 169-187
- Gianni De Luigi, Antonin Artaud. La follia e l'arte. Venezia, Il Cardo, 1996.
- Franco Ruffini, I teatri di Artaud. Crudeltà, corpo-mente. Bologna, Il Mulino, 1996.
- Antonin Artaud. Il sistema della crudeltà. Milano, Mimesis, 1997.
- Gianni Poli, Antonin Artaud. La poesia in scena. Genova, Erga Edizioni, 1997.
- Maurizio Grande e Alessandro Berdini, Una trilogia facile: Empedocle tiranno; Shylock e Faust; Lettera ad Antonin Artaud, prefazione di Franco Cordelli. Roma, Bulzoni, 1997.
- Camille Dumoulié, Antonin Artaud, Genova, Costa e Nolan, 1998.
- Carlo Pasi, Lo specchio della crudeltà: Antonin Artaud, in: C. Pasi, La comunicazione crudele. Da Baudelaire a Beckett. Torino, Bollati-Boringhieri, 1998. p. 91.
- Lorenzo Chiesa, La lucida sragione. Artaud e Foucault, in: Aut-Aut, 285-286, maggio-agosto 1998.
- Ida Savarino, Antonin Artaud. Nel vertice dell'elettrochoc. Tivoli, Sensibili alle Foglie, 1998.
- Marco De Marinis, La danza alla rovescia di Artaud. Il secondo teatro della crudeltà (1945-1948). Porretta Terme, Il Battello Ebbro, 1999.
- Carlo Pasi, Artaud attore. Torino, Bollati Boringhieri, 2000.
- Florinda Cambria, Corpi all'opera. Teatro e scrittura in Antonin Artaud. Milano, Jaka Book, 2001.
- Franco Ruffini e Alessandro Berdini, Antonin Artaud. Teatro libri e oltre. Roma, Bulzoni, 2001.
- Lorenzo Chiesa, Antonin Artaud. Verso un corpo senza organi. Verona, Ombre corte, 2001.
- Lorenzo Chiesa, Il dolore di Artaud, in: Aut-Aut, 304, La Nuova Italia, luglio-agosto 2001.
- Alessandro Cappabianca, Artaud. Un'ombra al limitare d'un grande grido Palermo, L'Epos 2002.

Luca Berta, Derrida e Artaud. Decostruzione e teatro della crudeltà. Roma, Bulzoni, 2003.
- Francesco Cappa, La materia invisibile. Corpo e carne in Antonin Artaud. Milano, Ghibli, 2004.
- Silvia Fiorini, Carmelo Bene-Antonin Artaud: il teatro della differenza, in Il Castellio di Elsinore, n. 49, 2004.
- Jacques Derrida, Antonin Artaud. Forsennare il soggettile, a cura di Alfonso Cariolato, Milano, Abscondita, 2005.
- Paolo Grasso, Antonin Artaud, il genio della follia. Catania, Edizioni Akkuaria, 2006.
- Florinda Cambria, Far danzare l'anatomia. Itinerari del corpo simbolico in Antonin Artaud, Pisa, ETS, 2007.
- Antonietta Nicolella, "Antonin Artaud. Poetica del corpo crudele", Arte Tipografica Editore, Napoli, 2008
- Mario Balzano, L'eredità di Artaud in Italia, UNI Service, Trento, 2009. ISBN 978-88-6178-360-7
- Pasquale Di Palmo, Album Antonin Artaud, Rovigo, Il Ponte del Sale, 2010.
- Franco Celenza, La ragione in fiamme. Vita, opere e "follia" di Antonin Artaud, prefazione di Cesare Milanese. Milano/Roma, Bevivino Editore, 2010.
- Giovanni Sansone, Antonin Artaud - Percorsi antropologici dal teatro della crudeltà ai teatri delle diversità, Roma, Aracne Editrice, 2010
- Pasquale Di Palmo, Lei delira, signor Artaud. Un sillabario della crudeltà, Viterbo, Nuovi Equilibri/Stampa Alternativa, 2011
- Pierre Bruno, Antonin Artaud. Realtà e poesia, Et.al, Milano 2011
- Giuseppe Bornino, "Il Pesa-Nervi". Linguaggio, mente e corpo in Antonin Artaud, Milano, Mimesis, 2016
- Marco Alloni, Antonin Artaud. L'uomo che pensò l'impensabile, Firenze, Clinamen, 2018
- Alfonso Amendola, Francesco Demitry, Viviana Vacca (a cura di), L’insorto del corpo: Il tono, l’azione e la poesia. Saggi su Antonin Artaud, prefazione di Ubaldo Fadini, Ombre Corte, Verona, 2018